# 10075 Campeche
10075 Campeche este o planetă minoră (asteroid), cu un diametru de 4,185 km, din centura de asteroizi. A fost descoperită pe 3 aprilie 1989 la Observatorul La Silla de Eric Walter Elst și a fost numită după Golfo de Campeche⁠(d). 
Obiectul prezintă o orbită caracterizată de o semiaxă mare de 2,2664602 UAi, o excentricitate de 0,11, o înclinație de 4,09529 ° în raport cu ecliptica.